# You Are Not Alone
„You Are Not Alone“ je píseň amerického zpěváka Michaela Jacksona. Pochází z jeho alba HIStory: Past, Present and Future, Book I (1995) a vyšla též jako singl. Ten se umístil na první příčce hitparády Billboard Hot 100 a za více než jeden milion prodaných kusů se stal platinovým (RIAA). Na prvních příčkách hitparád se umístil i v dalších zemích, včetně Francie, Rumunska a Švýcarska. Autorem písně, která pojednává o těžkých časech v osobním životě, je R. Kelly. Kelly je rovněž producentem nahrávky a sám vydal vlastní verzi písně na své desce Love Letter (2010). K písni byl také natočen videoklip, jehož režisérem byl Wayne Isham. Kromě Jacksona v něm vystupuje jeho tehdejší manželka Lisa Marie Presleyová.